# Biosfærereservatet Mura-Drava-Donau med fem lande
Mura-Drava-Donau (UNESCO -betegnelse: Bačko Podunavlje, kyrillisk: Бачко Подунавље) er et grænseoverskridende biosfærereservat langs floderne Drava, Mura og Donau.
Reservatet har et areal på 6.314,61 km2, 3958,61 km2 i Kroatien og 2.356 km2 i Ungarn.
Oversvømmelsesforebyggende dæmninger på floderne adskiller reservatet i et oversvømmet område og en oversvømmelseskontrolleret side.

## Grænseoverskridende biosfærereservat
Det er et af de bedst bevarede vådområder i Donau-området. I 2009 blev den foreløbige bilaterale aftale mellem Kroatien og Ungarn indgået om at skabe et fælles naturreservat i Drava-Donau-regionen. I marts 2011 blev tilsvarende økologiministerier fra fem lande (Østrig, Slovenien, Kroatien, Ungarn, Serbien) enige om at skabe et grænseoverskridende biosfærereservat Mura-Drava-Donau, som vil bestå af mere end 700 km2 af kernezonen (allerede beskyttede områder), 2.300 km2 bufferzoner og 7.000 km2 af overgangszoner. Det bør omfatte de allerede beskyttede områder: Kopački rit, Veliki Pažut, Mura-Drava (i Kroatien), Donau-Drava Nationalpark (i Ungarn), Gornje Podunavlje, Karađorđevo, Tikvara (i Serbien) og flere Natura 2000- beskyttede områder i Østrig, Slovenien og Ungarn. Med 10.000 km2 i alt ville det være blandt de største beskyttede landområder i Europa, og derfor blev det navngivet "Europas Amazon - Mura-Drava-Donau". I juni 2016 udpegede UNESCO officielt reservatet, og i september 2016 åbnede fem ministre reservatet og blev enige om fremtidigt samarbejde og fælles forvaltning. Denne forvaltning vil omfatte administration af flodens økosystemer på en bæredygtig måde, fornyelse og beskyttelse af de naturlige vådområder og biodiversitet, pleje af drikkevandet, anspore til den økonomiske udvikling: økologisk produktion, turisme og beskyttelse af den mangfoldige kulturarv i hver af landene.
Reservatet blev officielt udpeget til UNESCO Biosphere Reserve den 14. juni 2017 under titlen "Bačko Podunavlje".  Podunavlje er det andet UNESCO-biosfærereservat i Serbien efter Golija-Studenica, udpeget i 2001.